# Lynx (БМП)
Линкс (в переводе с древнегреческого — рысь) — немецкая боевая бронированная машина разработанная концерном Rheinmetall AG. Lynx в варианте боевой машины пехоты KF31 (IFV) был впервые представлен публике на выставке Eurosatory 14 июня 2016 года. Вариант KF41 был представлен на выставке Eurosatory Defense 12 июня 2018 года. Согласно концепции Rheinmetall, семейство гусеничных бронированных машин Lynx находится на переднем крае нового поколения современных БМП, направленного на бронированные автомобили с малой стоимостью единицы продукции и длительным сроком службы, а также простые в эксплуатации. Одним из ключевых принципов концепции Lynx является интеграция проверенных подсистем с высокотехнологичным уровнем производства для уменьшения стоимости и технических рисков.

## Разработка
Семейство Lynx было разработано как гусеничный бронированный автомобиль с высокой степенью защиты, чтобы заполнить пустую нишу на рынке, обнаруженную Rheinmetall. После успешной презентации Rheinmetall предложил Австралии Lynx как будущую замену Боксер (ББМ). Так же концерн сделал предложение Чехии для замены парка БМП-2.
На выставке Eurosatory в 2018 году были представлены варианты Lynx в модификациях боевая машина пехоты и командный пункт в различных конфигурациях с башнями LANCE и LANCE 2.0.

## Конструкция
Особенностью концепции дизайна Lynx является разделение и модульность автомобиля на две основные части: базовое транспортное средство и специальное оборудование.
Специальные варианты строятся на основе подвижной части и защитные компоненты, которые заменяются в зависимости от роли, предписываемой конкретной машине.
Этот конструктивный подход объединяет функциональные, стоимостные и долговечные преимущества модульной конструкции, а также преимущества в весе, пространстве и стоимости в единой конструкции корпуса.

### Корпус и ходовая
В качестве двигателя предусмотрен дизель Liebherr в сочетании с автоматической коробкой передач Allison X300 серии 6F / 1R. Двигатель оснащён двухступенчатым турбокомпрессором и двухступенчатым промежуточным охладителем. Выхлоп (справа) и охлаждение двигателя (слева) направляются к задней части автомобиля, чтобы уменьшить его тепловые и акустические характеристики.
Редукторы установлены спереди, а ведомые звездочки с натяжителями гусениц — сзади. Ходовая часть имеет шесть дорожных колесных опор с каждой стороны, которые представляют собой легкую стальную или сегментированную резиновую гусеницу. Обрезиненные колеса смонтированы на системе подвески, содержащей поворотные рычаги с обычными торсионами и демпфирующие системы.
Корпус рассчитан на перемещение на поверхности с боковым уклоном до 60° или подъём или спуск под углом до 30°. Предусмотрено преодоление траншей до 2,5 м в ширину и 1,5 м в глубину.
Место водителя находится с левой стороны корпуса. Задний отсек корпуса имеет с-образные рельсы на стенах и универсальные крепления на полу для установки оборудования, что позволяет совершать очень гибкую настройку каждой машины. Для монтажа/демонтажа оборудования машина оснащена большой рампой, размещённой между системами охлаждения.

### Бронирование
Стальная броня предназначена для защиты Lynx от противотанкового оружия, боеприпасов среднего калибра, осколочной артиллерии и бомб. Система охлаждения, охлаждения и ядерной, биологической и химической фильтрации объединена в систему управления средой борта, расположена в заднем левом кожухе перед системой охлаждения корпуса.
Дополнительная активная защита использует систему Rheinmetall AMAP-ADS. Также доступен диапазон защитных средств пассивной защиты. Они включают в себя систему быстрого затемнения (ROSY), лазерную систему оповещения и акустическую систему обнаружения выстрела.

### Вооружение
Борт, показанный на Eurosatory 2016, был оснащён башней LANCE, с установленной автоматической пушкой калибра 30 мм или 35 мм с автоматической подачей боеприпасов. Это позволяет Lynx поражать цели на расстоянии до 3000 метров, как в неподвижном состоянии, так и в движении. Основное вооружение машины имеет углы прицеливания от + 45˚ до −10˚ и скорострельность 200 выстрелов в минуту. С пушкой спарен (справа) пулемет Rheinmetall (RMG) 7,62 мм, который может стрелять стандартными боеприпасами НАТО 7,62 × 51 мм и имеет максимальную скорострельность 800 выстрелов в минуту. Башня имеет ручное резервное питание на случай сбоя питания.
На транспортном средстве также можно установить опциональную противотанковую ракетную установку. Демонстрационная машина на Eurosatory 2016 была оснащена двойной пусковой установкой для противотанковой управляемой ракеты Spike-LR.
Вариант KF41, показанный на Eurosatory 2018, был оснащен обновленной башенкой LANCE 2.0, в которой были установлены крепления на левой и правой сторонах башни, так чтобы можно было установить различные подсистемы, для обеспечивания башни специальными возможностями.

## Модификации
На сегодняшний день было представлено две полноценных модификации:
Kettenfahrzeug 31 (KF31)
Эта модель, представленная на Eurosatory 2016, имеет общий вес 35 тонн, длину 7,22 метра. Перевозит экипаж из трех человек плюс до шести пассажиров. Машина оснащена двигателем мощностью 750 л. с. и развивает скорость до 65 км/ч.
Kettenfahrzeug 41 (KF41)
Эта модель, представленная на Eurosatory 2018, имеет вес 44 тонн. В первоначальных технических характеристиках указывалось, что общий вес машины составляет 45 тонн. KF41 может нести экипаж из трех человек плюс перевозить до восьми пассажиров. Он оснащен двигателем мощностью 850 кВт и развивает максимальную скорость 70 км/ч. KF41 предлагается австралийской армии для программы LAND 400.
Lynx 120
Машина огневой поддержки с гладкоствольным 120-мм танковым орудием на шасси KF 41.

## Галерея
- Базовые модификации семейства Lynx
- Вид спереди на прототип Lynx KF31, показанный на выставке IDET 2017 в Чехии
- Вид сзади на прототип Lynx KF31, показанный на выставке IDET 2017 в Чехии
- Lynx KF31 в цветах австралийской армии; KF41 был предложен Австралии
- Прототип Lynx KF41 был представлен на выставке Eurosatory
- Фронтальный снимок прототипа Lynx KF41
- Первый серийно выпускаемый Lynx KF41 в цветах венгерской армии
- Первый серийно выпускаемый Lynx KF41 в цветах венгерской армии
- Первый серийно выпускаемый Lynx KF41 в цветах венгерской армии
- В прорезях по бокам корпуса находятся сенсоры и заряды КАЗ StrikeShield
- Lynx IFV венгерской армии
- Lynx 120 — вариант огневой поддержки платформы Lynx KF41, на которой установлена крупнокалиберная башня с экипажем, вооруженная производным 120-мм гладкоствольным орудием Rheinmetall
- Lynx CSV был разработан для удовлетворения потребности австралийской армии Land 400 Phase 3 в приблизительно 100 машинах поддержки, способных выполнять функции поддержки маневра, логистики, ремонта и восстановления
- Lynx в конфигурации бронетранспортера (БТР)
- Lynx в конфигурации машины медицинской помощи

## Машины на базе
- Боевая машина пехоты,
- командно-штабная машина,
- боевая разведывательная машина,
- бронированная ремонтно-эвакуационная машина,
- бронированная медицинская машина[1],
- машина огневой поддержки[8].

## Операторы
- Венгрия: не менее 8 KF41 Lynx в опытной эксплуатации по состоянию на 2024 год[9]. 17 августа 2020 года представители правительства Венгрии подписали в Унтерлюсе соглашение с германской группой Rheinmetall о создании совместного предприятия в городе Залаэгерсег[10] по организации совместного производства в Венгрии боевых машин пехоты KF41 Lynx для Сухопутных войск Венгрии.[11] 9 сентября 2020 года Rheinmetall подписала в Будапеште с министерством обороны Венгрии контракт стоимостью более 2 млрд евро на поставку венгерским вооружённым силам 218 новых боевых машин пехоты KF41 Lynx и 9 БРЭМ Buffalo на шасси Leopard 2.[12]

### Потенциальные операторы
- Австралия: Rheinmetall борется за тендер на поставку 450 машин по программе LAND 400 Фаза 3. Планируется поставлять машины Lynx KF41. Основной конкурент — корейский K21.[13]
- Чехия: Rheinmetall представила Lynx для Армии Чешской Республики, чтобы заменить её нынешний BVP-2, чешскую версию БМП-2. В ноябре 2017 года чешское министерство обороны завершило полевые испытания четырёх отслеживаемых финалистов бмп и планирует выбрать победителя к середине 2018 года, заключив контракт на 50 миллиардов чешских крон на смешанную партию из 210 платформ, начальные поставки которой начнутся в 2020 году. Сообщалось, что комиссия очень довольна рысью. В декабре 2018 года Lynx был включен в шорт-лист вместе с Puma, ASCOD и CV90.[14]
- Катар: В декабре 2018 года в военном параде был представлен единственный Lynx KF41. Неизвестно, сколько было или должно быть закуплено и были ли они введены в Вооружённые силы Катара.[15]
- США: В октябре 2018 года Rheinmetall объявил о сотрудничестве с Raytheon, чтобы предложить Lynx KF41 Армии США в ответ на её разработку программы боевых машин следующего поколения, которая должна заменить боевые машины Bradley и его аналоги.[16] В июле 2021 года Армия США заключила контракт с American Rheinmetall Vehicles (американское подразделение Rheinmetall) на разработку цифрового проекта опционально пилотируемой боевой машины (Optionally Manned Fighting Vehicle (OMFV)) на базе БМП KF41. Конкурс на детальное проектирование намечен на 2023 год, сборка и испытания прототипов на 2026 год.[17]
- Украина: планируется производство БМП Lynx на строящемся заводе Rheinmetall в Украине с конца 2024 — начала 2025 года[18].